# Orele 11
Orele 11 este un film românesc din 1985 regizat de Lucian Bratu. Rolurile principale au fost interpretate de actorii Virgil Andriescu, George Negoescu, Valentin Uritescu.

## Distribuție
Distribuția filmului este alcătuită din:
- Marcela Andrei — secretara
- Emil Bozdogescu — Tănase
- Valeria Sitaru — Neli Sever
- Grigore Gonța — Ardeleanu
- Valentin Uritescu — Victor Cristea
- George Negoescu — Pavel Cristea
- Virgil Andriescu — ing. Sever
- Mihai Cafrița — ing. Ion Cristea
- Ovidiu Moldovan — Valentin

## Primire
Filmul a fost vizionat de 740.306 spectatori în cinematografele din România, după cum atestă o situație a numărului de spectatori înregistrat de filmele românești de la data premierei și până la data de 31 decembrie 2014 alcătuită de Centrul Național al Cinematografiei.